# پودکوپینتن
پودکوپینتن (به لهستانی:  Podkupientyn) یک روستا در لهستان است که در گمینا سوکوووف پودلاسکی واقع شده‌است.